# Ceresa axillaris
Ceresa axillaris är en insektsart som beskrevs av Ernst Friedrich Germar. Ceresa axillaris ingår i släktet Ceresa och familjen hornstritar. Inga underarter finns listade i Catalogue of Life.